# Poślubione armii
Poślubione armii (ang. Army Wives) – amerykański serial telewizyjny emitowany w Polsce w telewizji Fox Life. Światową premierę miał 3 czerwca 2007. Serial opowiada historię czterech kobiet i jednego mężczyzny, których małżonkowie służą w armii. Serial oparty jest na książce „Niepisany kodeks kobiet armii” Tanyi Biank. Serial „Poślubione armii” produkowany był przez ABC Studios oraz Mark Gordon Company, twórców serialu „Chirurdzy”. Stacja Lifetime podjęła decyzja o anulowaniu serialu, po 7 sezonie.

## Obsada
- Catherine Bell – Denise Sherwood
- Kim Delaney – Claudia Joy Holden
- Sally Pressman – Roxy LeBlanc
- Brigid Brannagh – Pamela Moran
- Sterling K. Brown – Roland Burton
- Wendy Davis – Joan Burton
- Brian McNamara – Michael Holden
- Terry Serpico – Frank Sherwood
- Drew Fuller – Trevor Le Blanc
- Jeremy Davidson – Chase Moran

i inni

## Sezony

### Sezon 1
(2007)
Światową premierę miał 3 czerwca 2007. Pierwszy sezon w Polsce miał swoją premierę 6 listopada 2007na kanale Fox Life.

### Sezon 2
(2008)

### Sezon 3
(2009)
Sezon będzie miał swoją premierę 7 czerwca 2009.

### Sezon 4
(2010)
26 lutego 2009 Lifetime ogłosiła, że zamówiła 18 odcinków 4 sezonu Poślubione armii. Swoją premierę będzie miał w kwietniu 2010.

### Sezon 5
(2011)
Premiera sezonu w USA 6 marca 2011. Ten sezon będzie liczył 13 odcinków.

### Sezon 6
(2012)
Stacja Lifetime 3 maja 2011 zamówiła kolejny już 6 sezon Poślubione armii Premiera tego sezonu jest przewidziana na wiosnę 2012.

## Lista odcinków
| Sezon 1     | Sezon 2     | Sezon 3     | Sezon 4     | Sezon 5     | Sezon 6    | Sezon 7     | Razem |
| ----------- | ----------- | ----------- | ----------- | ----------- | ---------- | ----------- | ----- |
| 13 odcinków | 19 odcinków | 18 odcinków | 18 odcinków | 13 odcinków | 23 odcinki | 13 odcinków | 117   |